# The Four Seasons (miniserie televisiva)
The Four Seasons è una serie televisiva statunitense, ideata da Tina Fey, Lang Fisher e Tracey Wigfield e pubblicata il 1° maggio 2025 su Netflix. La serie è un adattamento del film omonimo del 1981, scritto e diretto da Alan Alda, che compare anche nella serie in un ruolo speciale.

## Trama
Tre coppie di periferia vanno in vacanza insieme ogni stagione, ma le tensioni nascono quando una coppia si separa e il marito porta una donna molto più giovane nei viaggi successivi.

## Personaggi e interpreti

### Personaggi principali
- Kate, interpretata da Tina Fey, doppiata da Francesca Fiorentini. Moglie di Jack.
- Nick, interpretato da Steve Carell, doppiato da Massimo De Ambrosis. Ex marito di Anne che dopo averla lasciata intraprende una relazione con Ginny.
- Danny, interpretato da Colman Domingo, doppiato da Stefano Crescentini. Marito di Claude.
- Jack, interpretato da Will Forte, doppiato da Massimiliano Manfredi. Marito di Kate.
- Anne, interpretata da Kerri Kenney-Silver, doppiata da Tiziana Avarista. Ex moglie di Nick, lasciata il giorno del loro anniversario di matrimonio.
- Claude, interpretato da Marco Calvani, doppiato da Gabriele Sabatini. Marito di Danny.
- Ginny, interpretata da Erika Henningsen, doppiata da Marta Filippi. Nuova fiamma trentenne di Nick.

## Puntate
L'intera stagione è stata pubblicata su Netflix il 1° maggio 2025.
| nº | Titolo originale | Titolo italiano                | Prima TV USA   | Prima TV Italia |
| -- | ---------------- | ------------------------------ | -------------- | --------------- |
| 1  | Lake House       | La casa sul lago               | 1º maggio 2025 | 1º maggio 2025  |
| 2  | Garden Party     | Festa in giardino              | 1º maggio 2025 | 1º maggio 2025  |
| 3  | Eco Resort       | Eco-resort                     | 1º maggio 2025 | 1º maggio 2025  |
| 4  | Beach Bar        | Il bar della spiaggia          | 1º maggio 2025 | 1º maggio 2025  |
| 5  | Family Weekend   | Weekend in famiglia            | 1º maggio 2025 | 1º maggio 2025  |
| 6  | Ultimate Frisbee | Frisbee a squadre              | 1º maggio 2025 | 1º maggio 2025  |
| 7  | Ski Trip         | Gita in montagna               | 1º maggio 2025 | 1º maggio 2025  |
| 8  | Fun              | "Fun" non sta per "divertente" | 1º maggio 2025 | 1º maggio 2025  |

## La casa sul lago
- Titolo originale: Lake House
- Diretto da: Shari Springer Berman e Robert Pulcini
- Scritto da: Tina Fey, Lang Fisher e Tracey Wigfield

### Trama
In primavera, un gruppo di sei amici di lunga data - Nick, Anne, Kate, Jack, Danny e Claude - si ritrova per un weekend nella casa al lago di Nick e Anne. Durante un'escursione, Nick confida a Danny e Jack l’intenzione di divorziare da Anne dopo 25 anni di matrimonio. La notizia mette in difficoltà Danny e Jack, che faticano a trovare il modo di dirlo ai rispettivi consorti. Più tardi, in farmacia, Kate sente per caso Claude parlare con il farmacista di alcuni medicinali destinati a suo marito. Insospettita, Kate chiede spiegazioni e Claude le rivela che Danny soffre di un problema cardiaco che richiederà l’impianto di uno stent. Quella sera, a letto, Jack rivela a Kate che Nick intende lasciare Anne. Ma la mattina seguente, con grande sorpresa, Kate, Jack e Danny scoprono che Anne sta organizzando una festa per celebrare il 25º anniversario di matrimonio, completa di cerimonia di rinnovo delle promesse.

## Festa in giardino
- Titolo originale: Garden Party
- Diretto da: Shari Springer Berman e Robert Pulcini
- Scritto da: Josh Siegal e Dylan Morgan

### Trama
Jack vorrebbe dire tutto ad Anne, ma Kate e Danny pensano che sia un’idea disastrosa. Anne, ignara della situazione, racconta che la cerimonia sarebbe una sorpresa per Nick e il minimo che possa fare dopo che lui ha costruito per lei il forno per la ceramica. Jack fatica a mantenere il segreto, ma Kate cerca di tranquillizzarlo dicendo che andrà tutto bene. Intanto, Kate lascia un messaggio vocale a Nick. Danny confida a Claude che Nick vuole lasciare Anne, ma Claude si rifiuta di crederci. Alla fine, i tre uomini e Kate decidono di procedere comunque con la cerimonia di rinnovo delle promesse, incapaci di trovare il coraggio di dire la verità ad Anne. Ma proprio quando Nick sta per pronunciare i suoi voti, subito dopo quelli di Anne, il forno prende fuoco.

## Eco-resort
- Titolo originale: Eco Resort
- Diretto da: Oz Rodriguez
- Scritto da: Vali Chandrasekaran

### Trama
In estate, il gruppo - stavolta senza Anne - parte per una vacanza in un eco-resort tropicale. Il viaggio è stato organizzato da Ginny, la nuova fidanzata di Nick, giovane e amante dell’avventura. Danny, ancora in convalescenza dopo l'intervento al cuore, si sente a disagio nelle sistemazioni spartane del resort, ma finge di divertirsi per non rovinare l'umore a Nick. Alla fine, Danny e Claude decidono di trasferirsi in un hotel di lusso nelle vicinanze, mentre le altre due coppie si dedicano al paddleboarding. Nel tentativo di impressionare Ginny, Nick si arrampica su una parete rocciosa, ma finisce per ferirsi a un piede dopo aver calpestato un riccio di mare. Mentre Ginny va a procurargli una pomata medicinale, Nick si scusa con Jack e Kate, ma insiste di essere felice della sua nuova vita. Danny, intanto, resta sconvolto quando si imbatte in Anne, ospite proprio del resort che sta visitando.

## Il bar della spiaggia
- Titolo originale: Beach Bar
- Diretto da: Oz Rodriguez
- Scritto da: Matt Whitaker

### Trama
Anne confida a Danny che inizialmente aveva pensato di affrontare il gruppo, ma ha cambiato idea e ha deciso di vivere questa vacanza come un momento tutto per sé, lontano dagli altri. Danny la incoraggia a divertirsi. Anne si iscrive a una lezione di surf e inizia a provare un interesse per l’istruttore. Intanto, Danny si sente soffocato dalle attenzioni continue di Claude, che da quando ha subito l’operazione non smette di prendersi cura di lui. Su richiesta di Nick, Jack e Kate cercano di fare amicizia con Ginny. Dopo cena, il gruppo decide di andare al bar sulla spiaggia. Quando Ginny scopre che Claude e Danny hanno un matrimonio aperto, racconta che anche la sua ultima relazione era così, cosa che mette a disagio Nick. Kate e Jack si interrogano su quando hanno smesso di fare cose divertenti insieme. Claude si arrabbia quando sorprende Danny mentre fa uso di cocaina. Al ritorno in hotel, il gruppo è costretto a evacuare a causa di un'allerta uragano. Si spostano con un pedal pub fino all'albergo di Anne. Nick chiede a Ginny di diventare ufficialmente la sua ragazza e se ne pente subito, ma Ginny accetta con entusiasmo. Jack e Kate fanno pace. Danny, infine, confessa ad Anne di aver accettato un lavoro che lo porterà ad Austin per diversi mesi, ma di non aver ancora avuto il coraggio di dirlo a Claude.

## Weekend in famiglia
- Titolo originale: Family Weekend
- Diretto da: Jeff Richmond
- Scritto da: Tina Fey

### Trama
In autunno, il gruppo si reca all’università dove hanno studiato Jack, Kate e Danny, in occasione del weekend dedicato alle famiglie. Sia la figlia di Kate e Jack sia quella di Anne e Nick sono iscritte lì. All’arrivo al Lucy Flucker Knox Inn, scoprono che Anne ha preso la suite che era stata riservata a Nick. Nick presenta Ginny alla sua ex moglie, Anne. La loro figlia Lila è contrariata dal fatto che il padre abbia portato Ginny e Anne, a sua volta, non è entusiasta di incontrarla. Lila nutre un certo risentimento verso Nick per aver distrutto la famiglia e per frequentare una donna molto più giovane. Ginny, sconvolta, se ne va quando capisce che la recita di Lila parla proprio del dolore causato dalla separazione e dal nuovo legame di Nick. Nick, furioso, rimprovera Lila per aver ferito Ginny. Intanto, Jack spera di trascorrere un fine settimana romantico con Kate, ma lei è troppo presa da altri impegni. Dopo lo spettacolo, Jack la invita a cena: lei inizialmente rifiuta, ma poi cambia idea dopo aver visto i dischi che Jack le ha comprato, e decide di raggiungerlo. Danny e Claude, nel frattempo, invitano in camera un ragazzo conosciuto al bar per un incontro a tre. Ma mentre cerca dei preservativi, Claude trova delle sigarette nella borsa di Danny. Ne nasce un litigio: Claude accusa Danny di non prendersi cura della sua salute e di volerlo lasciare solo per mesi a causa del nuovo lavoro. Alla fine, Claude caccia Danny dalla stanza.

## Frisbee a squadre
- Titolo originale: Ultimate Fresbee
- Diretto da: Colman Domingo
- Scritto da: John Riggi

### Trama
Danny e Claude stanno ancora litigando. Anne e Lila stanno facendo colazione insieme quando Nick si avvicina per parlare con loro. Lila si alza e se ne va, frustrata dal fatto che il padre ancora non capisca il motivo del suo comportamento. Anne spiega a Nick che deve ascoltare davvero quello che la figlia ha da dire. Intanto, Kate e Jack litigano: Jack è geloso del fatto che Nick frequenti una donna molto più giovane. Jack confessa a Kate di aver baciato Anne, ma Kate scoppia a ridere. Più tardi, quando Claude ha un piccolo incidente con un monopattino, lui e Danny fanno pace. Anne, invece, confessa a Kate di sentirsi terribilmente in colpa per aver baciato Jack. Scoppia a piangere, dicendo di temere di restare sola per sempre e di essere esclusa da tutto, mentre Nick continuerà a presentarsi agli incontri con una ragazza sempre più giovane. Kate la rassicura: non permetteranno che questo accada. Prima di partire, Lila si scusa con Ginny. Infine, Kate e Jack decidono di andare insieme in terapia di coppia per lavorare sul loro matrimonio.

## Gita in montagna
- Titolo originale: Ski Trip
- Diretto da: Lang Fisher
- Scritto da: Lisa Muse Bryant

### Trama
In inverno, Nick parte per un viaggio sulla neve con Ginny e i suoi amici per festeggiare Capodanno. Contemporaneamente, Kate, Jack, Danny, Claude e Anne sono in un’altra vacanza sugli sci, organizzata da Anne. Con loro c’è anche Terry, il nuovo fidanzato di Anne. Claude rivela a Danny di sospettare di aver avuto una storia con Terry 18 anni prima, durante un viaggio a Barcellona. Danny, intanto, è ancora arrabbiato con Kate per aver insultato Claude durante il weekend universitario. Kate si scusa e Danny accetta le sue scuse. Nel frattempo, Nick fa fatica a integrarsi con gli amici di Ginny e finisce per litigare con lei quando si rifugia nella loro stanza per evitarli. Kate e Jack discutono perché Kate è stufa di dover sempre occuparsi di tutto, e la lite finisce con Kate che, per sbaglio, fa cadere il telefono nella vasca idromassaggio. Claude cerca di scoprire se Terry sia davvero l’uomo con cui ha avuto un’avventura anni prima, convincendolo a entrare nella vasca per controllare se ha un tatuaggio. Alla fine scopre che non si tratta di lui. Mentre aspetta che il telefono si asciughi nel sacchetto di riso, Kate nota diversi messaggi, una chiamata persa e un messaggio vocale da parte di Ginny. È così che scopre che Nick è morto in un incidente d’auto, mentre guidava da solo. Quando Kate e Jack vanno a dare la terribile notizia ad Anne, la trovano mentre sta ricevendo sesso orale da Terry.

## "Fun" non sta per "divertente"
- Titolo originale: Fun
- Diretto da: Lang Fisher
- Scritto da: Lang Fisher e Tracey Wigfield

### Trama
Il gruppo è in lutto per la morte di Nick mentre si occupa dei preparativi per il funerale. Ginny cerca di dare una mano nell’organizzazione, ma viene esclusa, con Anne che insiste sul fatto che sarà l’unica a parlare durante la cerimonia. Quando Kate sta per uscire per approfittare di uno sconto sull’urna, Jack si offre di occuparsene lui. Ma quando fallisce, Kate riprende il controllo della situazione. Tuttavia, scopre che l’urna più economica ha una forma bizzarra, simile a una scarpa rossa da spogliarellista, mentre quella più costosa include una serie di servizi aggiuntivi. Il funerale si rivela un disastro: anche Anne non riesce a leggere il suo elogio funebre, sopraffatta dai sentimenti contrastanti che prova verso Nick. Dopo la cerimonia, Ginny è sconvolta dal modo in cui è stata gestita: è ferita perché Anne non le ha permesso di parlare e perché tutti sembrano sminuire la sua relazione con Nick, come se non avesse avuto importanza. Furiosa, se ne va, e il gruppo si mette a cercarla nella neve, di notte. Anne, rimasta nella baita, sfoglia le foto che Ginny aveva proposto per la presentazione al funerale e, vedendo Ginny piangere da sola fuori, si rende conto del suo errore e si scusa per non averle dato voce. Intanto, Kate cade nel lago ghiacciato e Jack la tira fuori. Tornati alla baita, i due si riconciliano e decidono di impegnarsi seriamente a salvare il loro matrimonio; Kate, per la prima volta, dichiara che Jack è la sua anima gemella. Durante la cena, Anne annuncia che Ginny è incinta, dopo che Kate nota che Ginny rifiuta di bere lo scotch durante il brindisi in onore di Nick.

## Produzione
La serie, composta da otto episodi, è un adattamento del film Le quattro stagioni del 1981, scritto e diretto da Alan Alda. Questa nuova versione è stata realizzata per Netflix da Tina Fey, Lang Fisher e Tracey Wigfield, e prodotta dalla Little Stranger Inc. Tutte e tre le sceneggiatrici figurano anche come produttrici esecutive, insieme a David Miner, Eric Gurian e Jeff Richmond. Alan Alda, insieme a Marissa Bregman (figlia del produttore del film originale, Martin Bregman), ha partecipato alla produzione della serie. Tina Fey è anche protagonista, affiancata da Steve Carell, entrato nel cast ad aprile 2024, e da Colman Domingo, Erika Henningsen, Will Forte e Kerri Kenney-Silver, che si sono uniti a giugno dello stesso anno. Marco Calvani ha completato il cast principale ad agosto 2024. Nel marzo 2025, è stato annunciato che Julia Lester, Alan Alda, Ashlyn Maddox, Jacob Buckenmyer, Taylor Ortega, Simone Recasner, Toby Edward Huss, Tommy Do, Chloe Troast, Jack Gore e Cole Tristan Murphy avrebbero partecipato come guest star.
Le riprese si sono svolte nello stato di New York nella seconda metà del 2024, con alcune scene girate anche a Porto Rico.

## Accoglienza
La serie ha ricevuto recensioni in gran parte miste da parte della critica. L'aggregatore di recensioni Rotten Tomatoes riporta un indice di gradimento del 77%, basato su 62 recensioni. Il consenso dei critici recita:
Accogliente come una vista sul lago e a tratti altrettanto placida, The Four Seasons non è spensieratamente divertente come i lavori migliori di Tina Fey, ma spesso risulta altrettanto arguto e saggio.
Su Metacritic, che calcola una media ponderata, la serie ha ottenuto un punteggio di 61 su 100, basato su 30 recensioni, indicando un’accoglienza "generalmente favorevole".
Saloni Gajjar, su The A.V. Club, ha assegnato alla serie un B+ scrivendo:
Nonostante la già citata scarsità di battute, lo show non risulta mai troppo pesante, con i suoi otto episodi da mezz’ora che scorrono in modo piacevole. I personaggi sono divertenti e vale la pena passare del tempo con loro. La miniserie offre dialoghi brillanti, ambientazioni coinvolgenti e, soprattutto, i celebri concerti per violino di Antonio Vivaldi che accompagnano lo spettatore come una presenza rassicurante lungo tutto il percorso.
Lucy Mangan, recensendo per The Guardian, ha dato un punteggio di 4 su 5, scrivendo:
The Four Seasons mostra Tina Fey e il suo cast di sceneggiatori e attori in gran forma, con tutto illuminato dalla sua intelligenza rigorosa, dal suo spirito e dalla sua esperienza. Rilassatevi e godetevelo.
Alan Sepinwall, su Rolling Stone, ha commentato:
Ci sono momenti divertenti e alcuni davvero toccanti, ma nel complesso la serie appare un po’ sottile - più che una vera serie TV, sembra un pretesto per permettere a un gruppo di persone di talento, molte delle quali amiche nella vita reale, di trascorrere del tempo insieme in luoghi suggestivi.